# Джон Арчибальд Вілер
Джон Арчибальд Вілер (англ. John Archibald Wheeler; 9 липня 1911, Джексонвілл, Флорида, США — 13 квітня 2008) — американський фізик-теоретик, член Національної академії наук США (з 1952). Один з авторів підручника-монографії Гравітація.

## Біографічні відомості
Закінчив університет Дж. Гопкінса (1933). У 1933—1935 роках працював у Копенгагені в Нільса Бора, в 1935—1938 роках — в університеті штату Північна Кароліна, з 1938 року — в Принстонському університеті (з 1947 — професор). Вілером були придумані два терміни, що згодом широко поширилися в науці і науковій фантастиці — чорна діра і червоточина.
«Чорні діри» — область у просторі та часі, гравітаційне тяжіння якої настільки велике, що покинути її не можуть навіть об'єкти, що рухаються зі швидкістю світла. Раніше подібні об'єкти в англомовній науковій літературі називали «сколапсовані зірки», а у радянській — «застиглі зірки».
Наукові роботи Вілера відносяться до ядерної фізики, проблеми термоядерного синтезу, спеціальної і загальної теорії відносності, єдиної теорії поля, теорії гравітації, астрофізики. Незалежно від Вернера Гейзенберга ввів матрицю розсіяння для опису взаємодій (1937). Разом з Нільсом Бором розробив теорію поділу атомного ядра, довів, що, під дією теплових нейтронів ділиться ізотоп, що рідко зустрічається, уран-235 (1939). Разом з Енріко Фермі, Юджіном Вігнером і Лео Сцилардом математично обґрунтував можливість ланцюгової реакції, розвинув методи управління ядерним реактором (1939). Висунув ідею про універсальність фермієвської взаємодії (1948—1949), з Д. Гілом розвинув колективну модель ядра (1953), передбачив існування мезоатомів (1947). Працював в області гравітації і релятивістської астрофізики. Є одним з творців геометродинаміки. Дослідження присвячені квантуванню гравітації, гравітаційному колапсу, структурі матерії надзвичайно великої густини і температури.
У 1966 році Джон Вілер був обраний президентом Американського фізичного товариства. Вілер залишив Прінстонський університет у 1976 році у віці 65 років. Він був призначений директором Центру теоретичної фізики Техаського університету в Остіні в 1976 році і залишався на цій посаді до 1986 року, коли вийшов на пенсію і став почесним професором.